# Tetraconcha smaragdina
Tetraconcha smaragdina är en insektsart som beskrevs av Brunner von Wattenwyl 1891. Tetraconcha smaragdina ingår i släktet Tetraconcha och familjen vårtbitare. Inga underarter finns listade i Catalogue of Life.